# Rouville (Sekwana Nadmorska)
Rouville – miejscowość i gmina we Francji, w regionie Normandia, w departamencie Sekwana Nadmorska.
Według danych na rok 1990 gminę zamieszkiwało 471 osób, a gęstość zaludnienia wynosiła 49 osób/km² (wśród 1421 gmin Górnej Normandii Rouville plasuje się na 473. miejscu pod względem liczby ludności, natomiast pod względem powierzchni na miejscu 371.).